# Tả Tiểu Nga
Tả Tiểu Nga (chữ Hán: 左小娥), cũng xưng gọi Tả Cơ (左姬), là một thiếp thất của Thanh Hà Hiếu vương Lưu Khánh, đồng thời là sinh mẫu của Hán An Đế Lưu Hỗ.

## Tiểu sử
Tả Cơ người quận Kiền Vi (犍為郡), không rõ tên gì, biểu tự là [Tiểu Nga], có một người chị gọi là Tả Đại Nga (左大娥). Ban đầu, bá phụ của Tiểu Nga là Tả Thánh (左聖) vì tà thuyết mê hoặc người khác mà bị giết, cả gia sản đều bị tịch thu. Tiểu Nga cùng chị gái Đại Nga bị đưa vào Dịch đình, sau hai chị em lớn lên có tài sắc, Tiểu Nga rất giỏi từ, phú và đọc sách sử.
Khi đó, Hán Hòa Đế Lưu Triệu lấy mỹ nữ ở Dịch đình ban cho các Chư vương. Trong quá trình đó, hai chị em họ Tả đều vào phủ Thanh Hà vương. Do có tài sắc, chị em Tả thị chịu sự sủng ái cùng cực của Lưu Khánh, trong số cơ thiếp không ai sánh bằng. Tả Tiểu Nga sinh ra con trai trưởng của Lưu Khánh tên Lưu Hỗ. Sau đó không còn ghi chép về Tả thị cùng chị gái, chỉ biết hai chị em qua đời sớm, táng ở đất kinh thành.
Sau khi Hán Thương Đế băng, con trai bà là Lưu Hỗ được Hoàng thái hậu Đặng Tuy lập lên ngôi. Năm Diên Quang nguyên niên (121), Đặng Thái hậu qua đời. Tháng 3 năm ấy, Hán An Đế Lưu Hỗ bắt đầu truy tặng thụy hiệu cho cha mình làm [Hiếu Đức Hoàng; 孝德皇], mẹ đẻ Tả thị làm [Hiếu Đức hoàng hậu; 孝德皇后], mộ phần đổi gọi Cam Lăng (甘陵).
Khi ấy, chính thê của Lưu Khánh là Cảnh Cơ, dù là vợ cả nhưng không được tôn hiệu chứng tỏ địa vị như Hoàng hậu hoặc Hoàng thái hậu, mà chỉ được tôn làm [Cam Lăng Đại quý nhân; 甘陵大貴人], lấy hiệu của Cam Lăng kèm xưng hiệu Quý nhân như một phi tần. Hai người anh em khác mẹ của Tả Cơ là Tả Thứ (左次) cùng Tả Đạt (左達) đều nhậm chức Lang trung tại Thanh Hà quốc.